# Paragandecca longibursata
Paragandecca longibursata är en insektsart som beskrevs av Ronald Gordon Fennah 1950. Paragandecca longibursata ingår i släktet Paragandecca och familjen vedstritar.
Artens utbredningsområde är Papua Nya Guinea. Inga underarter finns listade i Catalogue of Life.